# Żurawek
Żurawek (biał. Журавок, Żurawok; ros. Журавок, Żurawok) – wieś na Białorusi, w obwodzie brzeskim, w rejonie janowskim, w sielsowiecie Horbacha, nad Kanałem Dniepr-Bug (Królewskim).

## Historia
W XIX i w początkach XX w. wieś i folwark położone w Rosji, w guberni grodzieńskiej, w powiecie kobryńskim, w gminie Odryżyn. W 1895 folwark należał do Tołubiejewych.
W dwudziestoleciu międzywojennym leżał w Polsce, w województwie poleskim, w powiecie drohickim, w gminie Odryżyn. W 1921 wieś liczyła 191 mieszkańców, zamieszkałych w 84 budynkach. Wszyscy oni byli Białorusinami. 190 mieszkańców było wyznania prawosławnego i 1 rzymskokatolickiego.
Po II wojnie światowej w granicach Związku Sowieckiego. Od 1991 w niepodległej Białorusi.